# 野望
《野望》是李宇春演唱的電影《双子杀手》主题曲，2019年10月15日上线。

## 创作者
创作團隊成員如下：
- 演唱：李宇春 (Feat. Click#15)
- 词：尹约
- 曲：高晓松
- 制作人：高晓松
- 编曲：Click#15
- 吉他/Bass/伴唱：Ricky
- 键盘：杨策
- 混音：陆希文
- 厂牌：奔跑怪物

## 歌曲发布
2019年10月15日，李宇春与Click#15乐队献唱的中文版主题曲《野望》上线。2019年10月24日，《野望》“独自进击”版MV发布。